# Paradigma Dot-Probe
El dot probe es un test utilizado en psicología para estudiar la atención selectiva, originalmente creado por MacLeod, Mathews y Tata en 1986.

## Tarea original
La tarea tiene cuatro componentes: el punto de fijación, la señal, el estímulo objetivo y la respuesta.
Los sujetos se encuentran en frente de una pantalla, y se les pide que fijen su atención en el punto central que hay. Seguidamente aparece una señal que normalmente indica hacia que lado de la pantalla debe atender el sujeto. Pasados 500 ms desde la aparición de la señal, aparece un punto (dot probe) en uno de los dos lados de la pantalla, habitualmente a la izquierda o a la derecha del punto de fijación. El sujeto debe responder lo más rápido posible, mediante dos teclas, en qué lado de la pantalla se encuentra este punto. Se registra el tiempo que tarda el sujeto en dar la respuesta desde la aparición de este punto.
Con los tiempos obtenidos en esta tarea se investiga en qué lado de la pantalla se encuentra el foco atencional del sujeto en el momento en que aparece el punto.

## Atención Encubierta
Se considera como atención encubierta la atención que está enfocando un estímulo que no se encuentra directamente enfocada por los receptores de la retina.
La tarea dot-probe pone a prueba la existencia de este tipo de atención. Cuando el sujeto está mirando el punto de fijación, aparece una señal, por ejemplo, una flecha que indica en qué lado de la pantalla (izquierda o derecha) va a aparecer el punto, por lo que a pesar de estar mirando fijamente al centro, la atención se desvía hacia un lado de la pantalla.
Se considera un ensayo positivo a los ensayos en los cuales la señal marca el lugar donde va a aparecer el punto.
Se considera un ensayo negativo a los ensayos en los cuales la señal marca el lugar opuesto al cual va a aparecer el estímulo, "engañando" al sujeto.
Los tiempos de reacción registrados en los ensayos positivos, es decir, en los ensayos en los que el punto aparece donde indicaba la señal, son mucho menores que los ensayos negativos, es decir, que los ensayos en los cuales la señal engaña al sujeto.
A esta desviación de la atención hacia un lado de la pantalla que no se está mirando directamente se le denomina atención encubierta, o también sesgo atencional.

## Inhibición de Retorno
La Inhibición de Retorno es un fenómeno que ocurre como adaptación de un sujeto a un ambiente nuevo. Cuando el sujeto se encuentra ante un estímulo nuevo, su atención se desvía hacia este estímulo para procesarlo. Una vez procesado y categorizado como irrelevante o no-peligroso, este estímulo es etiquetado como "atendido", y no vuelve a gastarse recursos atencionales en volver a procesarlo en un futuro.
Con la tarea dot-probe se ha podido estudiar también la existencia de este fenómeno al aumentar el tiempo de 500 ms. Cuando se modifica este parámetro en la tarea original, lo que ocurre es que los resultados habituales se invierten. La señal que marcaba dónde estaba el estímulo es procesada, y al tardar en aparecer el estímulo, el sujeto desvía su atención hacia el otro lado para procesar si éste ha aparecido ahí. Por tanto, los ensayos negativos se ven beneficiados con tiempos de reacción más rápidos que en los ensayos positivos.

## Variaciones
Esta tarea, considerada un paradigma para el estudio de la atención, se ha utilizado para estudiar los sesgos atencionales que poseen los sujetos que sufren una psicopatología como Depresión o Ansiedad.

### Depresión
Para la depresión se ha utilizado esta tarea con una simple modificación: el estímulo "señal" consiste en dos caras que aparecen a los dos lados de la pantalla, una cara triste y una cara neutral.
Se ha comprobado que los sujetos diagnosticados con depresión mayor tardan mucho menos en responder al punto cuando se encuentra en el lado de una cara triste que en una cara neutra, lo cual se ha considerado una evidencia de que existe un sesgo atencional hacia los estímulos negativos por parte de los sujetos con depresión.
Para verificar que se trata de un sesgo real debido a la depresión y no un sesgo adaptativo al tratarse de una cara con valor emocional, se ha probado también usando caras alegres con caras neutras, en cuyo caso, los sujetos con depresión manifestaron el sesgo atencional hacia las caras neutras. Este resultado se ha explicado como que los sujetos con depresión tienden a procesar los estímulos neutros otorgándoles un valor negativo.

### Ansiedad
Para el estudio de los sesgos atencionales en trastornos de ansiedad, se ha visto que los sujetos ansiosos también manifiestan un sesgo hacia estímulos potencialmente peligrosos.
Para ello, el estímulo que actúa como señal en la tarea dot-probe es una cara con expresión de espanto mirando hacia uno de los lados de la pantalla.
Los resultados fueron que los sujetos tanto ansiosos como no ansiosos mostraban un sesgo natural a atender hacia el lado que miraba la cara, que es donde supuestamente se encuentra el peligro, por lo que se considera un sesgo adaptativo para el ser humano. Las diferencias significativas se encuentran en los ensayos negativos, en los cuales los ansiosos tardan mucho más en procesar el estímulo objetivo, debido a que se quedan "enganchados" en el lado que consideraban peligroso, ignorando el otro.
- Datos: Q592401